# Dothan
Dothan är en stad i Dale County, Henry County och Houston County, i den amerikanska delstaten Alabama. Dothan är administrativ huvudort (county seat) i Houston County. 
Staden är belägen i den sydöstligaste delen av delstaten cirka 30 km väster om gränsen till Georgia och cirka 200 km sydost om huvudstaden Montgomery.